# HP 터치패드

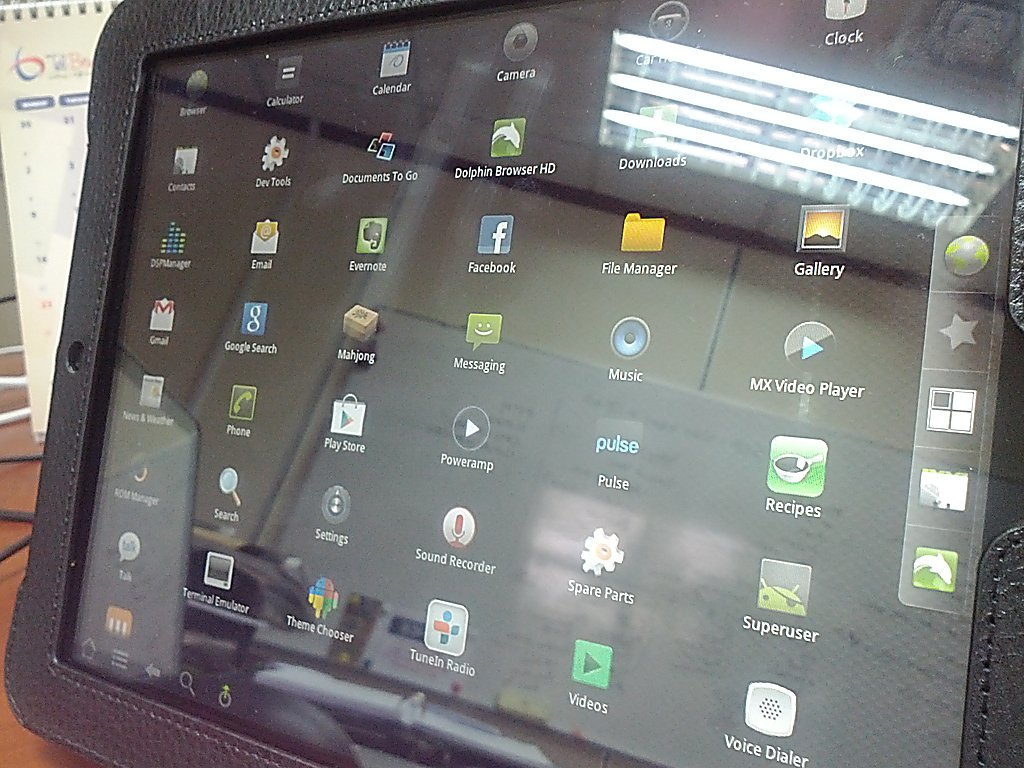

HP 터치패드(HP TouchPad)는 휴렛 팩커드가 개발하고 설계한 태블릿 컴퓨터이다. HP 터치패드는 미국에서는 2011년 7월 1일, 캐나다, 영국, 프랑스, 독일에서는 7월 15일, 오스트레일리아에서는 8월 15일에 런칭되었다.
2011년 8월 18일, 미국에서 터치패드를 런칭한지 49일째되던 날에 HP는 웹OS를 구동하는 현재의 모든 장치들의 개발을 중단할 것이라고 발표하였다. 기존의 터치패드 재고는 상당한 가격 하락이 있었으며 빠르게 매진되었다.

## 역사
HP 터치패드는 HP 비어(HP Veer)와 HP Pre 3과 더불어 미국 샌프란시스코의 포트 메이슨 센터에서 개최된 2011년 2월 9일 웹OS 씽크 비욘드(Think Beyond) 이벤트에서 발표되었다.

## 하드웨어
HP 터치패드는 HP 웹OS를 구동하는 터치스크린 태블릿이다. 눈에 띄는 기능이 몇 가지 있다. 터치패드는 Palm Pre 전화에서 볼 수 있는 카드 멀티태스킹을 사용한다. HP 터치패드 전면의 통합 웹캠은 화상 회의를 지원한다. 하단에 백라이트 홈 버튼이 있다. 또, HP 터치패드는 진동 기능이 포함된 햅틱 피드백을 지원한다. 하드웨어에는 ARM 기반 퀄컴 스냅드래곤 프로세서와 1GB의 RAM을 포함한다. "Touch to Share"를 통해 Pre 3 휴대전화가 웹사이트와 같은 정보를 공유할 수 있게 하며 이는 터치패드의 센서에 터치함으로써 진행된다. 터치패드는 팜 프로파일을 사용하는 전화로부터 전달된 전화와 텍스트 메시지를 수신할 수 있다. 또, 스카이프 애플리케이션을 통해 전화 걸기와 받기가 가능하다. 16GB와 32GB HP 터치패드는 제조 비용이 각각 295.15 달러, 318.15 달러로, 약 10 달러의 차이가 나는 것으로 짐작된다.
1.5 GHz (white model),

## 소프트웨어

### 미리 설치된 애플리케이션
| 애플리케이션 이름    | 설명 |
| -------------------- | --- |
| Web                  | 웹 브라우저. 웹킷 레이아웃 엔진을 사용한다. |
| Calendar             | 페이스북, 구글, 마이크로소프트 익스체인지, 야후 캘린더의 동기화를 지원하는 캘린더 애플리케이션. 이벤트 표시 및 일, 주, 월 단위의 사용자 구성이 가능한 뷰 제공. |
| Email                | 기본 이메일 클라이언트. |
| Messaging            | 표준 SMS 및 MMS 애플리케이션. AIM, 야후, 구글 챗, 스카이프용 훅에 내장.                                                                                        |
| App Catalog          | HP 앱 카탈로그에 접근한다. |
| Memos                | 메모 애플리케이션. |
| Quickoffice          | 스프레드시트, 슬라이드쇼 프레젠테이션, 워드 처리 문서의 보기 및 작성을 허용하는 오피스 애플리케이션 제품군.                                                    |
| Adobe Reader         | PDF 보기 소프트웨어. |
| Maps                 | 위치 검색, 방향 수신, 교통 패턴 표시를 제공하는 기본 매핑 애플리케이션.                                                                                        |
| Contacts             | 사용자가 연락처 정보를 저장할 수 있는 주소록. 다양한 계정을 통해 동기화가 가능하다.                                                                            |
| Music                | 장치에 저장된 음악 파일을 재생하는 애플리케이션. |
| Phone & Video Calls  | 표준 전화 걸기 프로그램. 전화 걸기 외에 영상 통화를 위해 스카이프를 사용할 수 있다.                                                                            |
| Photos & Videos      | 장치의 동영상과 사진을 본다. |
| Amazon Kindle (베타) | 아마존 계정의 전자책에 접근한다. |
| Facebook             | 사용자의 계정을 통해 페이스북에 접근한다. |
| YouTube              | 유튜브의 동영상을 탐색한다. |

## 같이 보기
- HP 슬레이트 7
- HP 슬레이트 500